# Schlemmer-Filmkadersammlung
Die Schlemmer-Filmkadersammlung ist eine aus 2254 Filmkadern und -fragmenten bestehende Sammlung, die Teil der Special Collections des Österreichischen Filmmuseums ist.
Edith Schlemmer, Eigentümerin der Sammlung und langjährige Archivleiterin des Österreichischen Filmmuseums, erhielt die in 67 Kuverts verpackten Objekte in den 1960er Jahren von einem Privatsammler und stellte sie nach ihrer Pensionierung dem Filmmuseum für Forschungs- und Publikationszwecke zur Verfügung. Die Filme, denen die Kader vom ursprünglichen Sammler entnommen wurden, sind fast durchwegs Stummfilme, vor allem aus den Jahren 1910 bis 1920. Viele dieser Filme gelten heute als verloren. Einige Kuverts trugen Aufschriften bzw. Titel wie Griechen (Filmkader mit Bezug zu antiken Stoffen) oder Wildwest (Kader aus Western). Anderen waren typologisch organisiert, z. B. Serien mit Titeln wie Kinderaufnahmen oder Farbaufnahmen (letztere waren meist schablonenkolorierte Filmkader). Manche Kuverts waren mit den Namen der Hauptdarsteller beschriftet. Auf zehn Kuverts war der österreichische Verleihtitel (bzw. eine Annäherung daran) verzeichnet. Mehr als 50 Prozent der Kader befanden sich in unbeschrifteten Kuverts, geordnet nach einem System, das auf den ersten Blick eher chaotisch erschien. 